# The Secret Circle
Pour la série de romans et livres, voir Le Cercle secret.
The Secret Circle ou Le Cercle secret au Québec (The Secret Circle) est une série télévisée dramatico-fantastique américaine en 22 épisodes de 42 minutes créée par Elizabeth Craft et Sarah Fain, inspirée des romans de L. J. Smith, diffusée entre le 15 septembre 2011 et le 10 mai 2012 sur The CW et simultanément sur CHCH-DT, CJNT-DT et CHEK-DT au Canada.
Au Québec, la série fut diffusée entre le 4 mars 2013 et le 29 juillet 2013 sur VRAK.TV et en France entre le 5 juillet 2013 et le 30 août 2013 sur NT1. Néanmoins, elle reste inédite dans les autres pays francophones.

## Synopsis
Cassie Blake, une jeune fille californienne, part vivre chez sa grand-mère à Chance Harbor, à la suite de la mort prématurée de sa mère dans l'incendie de leur maison. Elle découvre alors qu'elle est la descendante d'une lignée de sorcières, et qu'elle, ainsi que d'autres élèves de son lycée, sont dotés de pouvoirs surnaturels et font partie d'un mystérieux cercle qu'ils doivent lier pour pouvoir maîtriser leurs pouvoirs devenus trop puissants et incontrôlables depuis l'arrivée de Cassie.
Ce cercle serait en réalité composé des descendants de six familles de sorciers et sorcières. Cassie appartient donc à l'une de ces familles, tout comme sa mère et sa grand-mère avant elle. C'est un groupe de six jeunes de son lycée qui vont l'aider à redécouvrir une partie jusqu'alors cachée de son histoire et de la vie de sa mère ainsi qu'à maîtriser ses fabuleux pouvoirs.

## Fiche technique
Source : IMDb.
- Titre original : The Secret Circle
- Titre français : The Secret Circle
- Titre québécois : Le Cercle secret
- Création : Elizabeth Craft et Sarah Fain, d'après la série de romans Le Cercle Secret de L. J. Smith
- Réalisation : Liz Friedlander
- Scénario : Andrew Miller, L. J. Smith
- Direction artistique : Teresa Weston
- Décors : Ricardo Spinacé
- Costumes : Maya Mani
- Photographie : Robert McLahlan
- Montage : Lance Anderson
- Musique : John Frizzell
- Casting : Heike Brandstatter, Coreen Mayrs et Nancy Nayor
- Production : Jae Marchant, Leslie Morgenstein, Shane Keller
  - Production exécutive : Andrew Miller, Kevin Williamson, Elizabeth Craft, Sarah Fain, Gina Girolmo, Nick Pavonetti
- Société de production :  Outerbanks Entertainment, Alloy Entertainment, CBS Television Studios et Warner Bros. Television
- Société de distribution (télévision) : The CW Television Network (télévision - États-Unis)
- Pays d'origine :  États-Unis
- Langue originale : anglais
- Format : Couleur - 1,78 : 1 - son stéréo
- Genre : Dramatico-fantastique
- Durée : 42 minutes

## Distribution

### Acteurs principaux
Cercle
- Brittany Robertson (V. F. : Marie Diot) : Cassie Blake
- Thomas Dekker (VF : Sébastien Boju) : Adam Conant
- Phoebe Tonkin (V. F. : Charlotte Corréa) : Faye Chamberlain
- Shelley Hennig (V. F. : Philippa Roche) : Diana Meade
- Jessica Parker Kennedy (V. F. : Fily Keita) : Melissa Glaser
- Louis Hunter (V. F. : Valentin Merlet) : Nick Armstrong, frère de Jake (épisodes 1 à 5, 20 & 21)
- Chris Zylka (V. F. : Franck Lorrain) : Jake Armstrong (à partir de l’épisode 6)

Autres
- Natasha Henstridge (V. F. : Marjorie Frantz) : Dawn Chamberlain
- Gale Harold (V. F. : Pierre Tissot) : Charles Meade
- Ashley Crow (V. F. : Annie Le Youdec) : Jane Blake, la grand-mère de Cassie

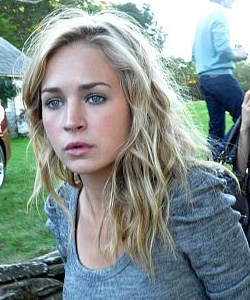
Brittany Robertson interprète Cassie Blake.
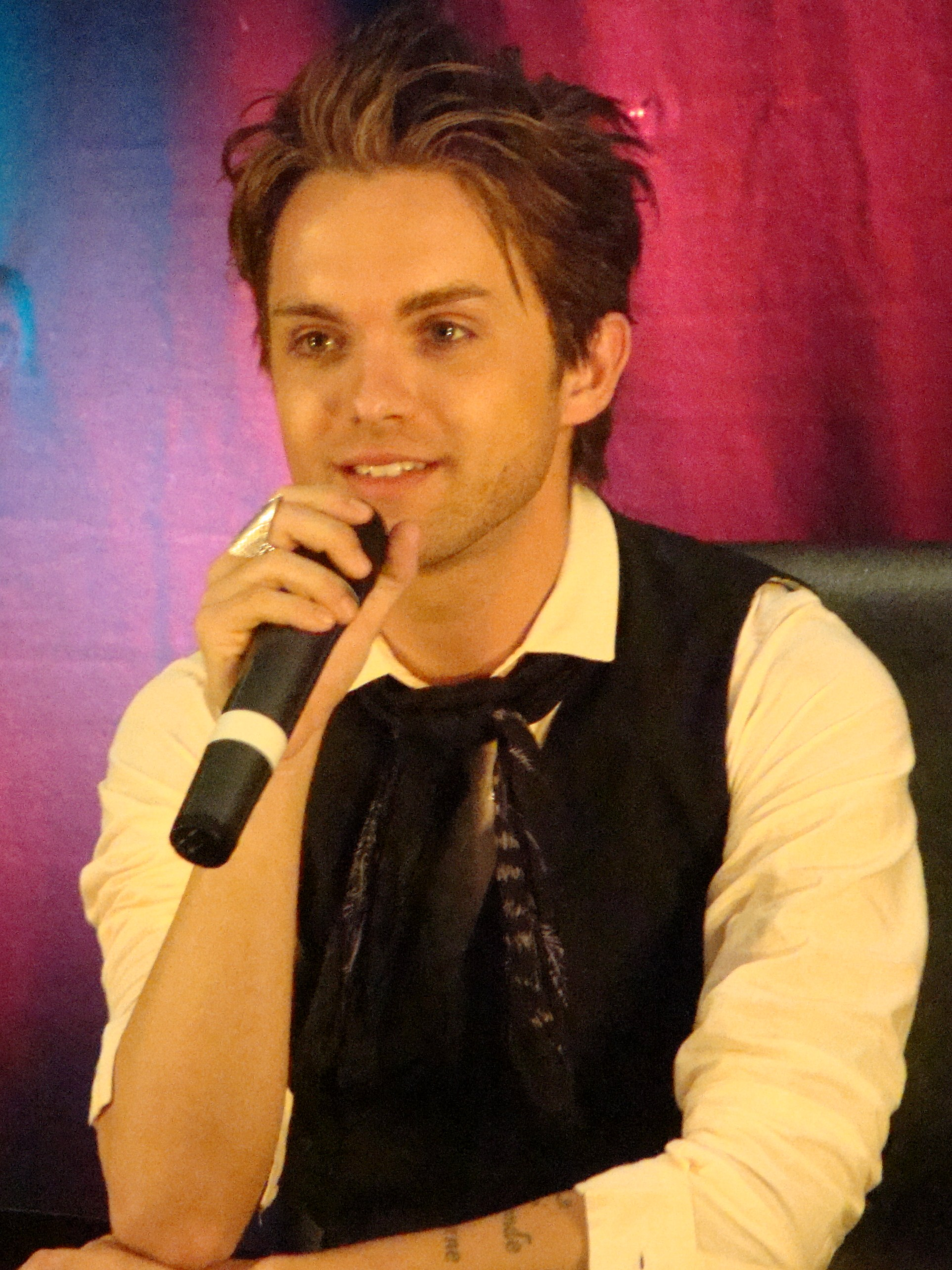
Thomas Dekker interprète Adam Conant.
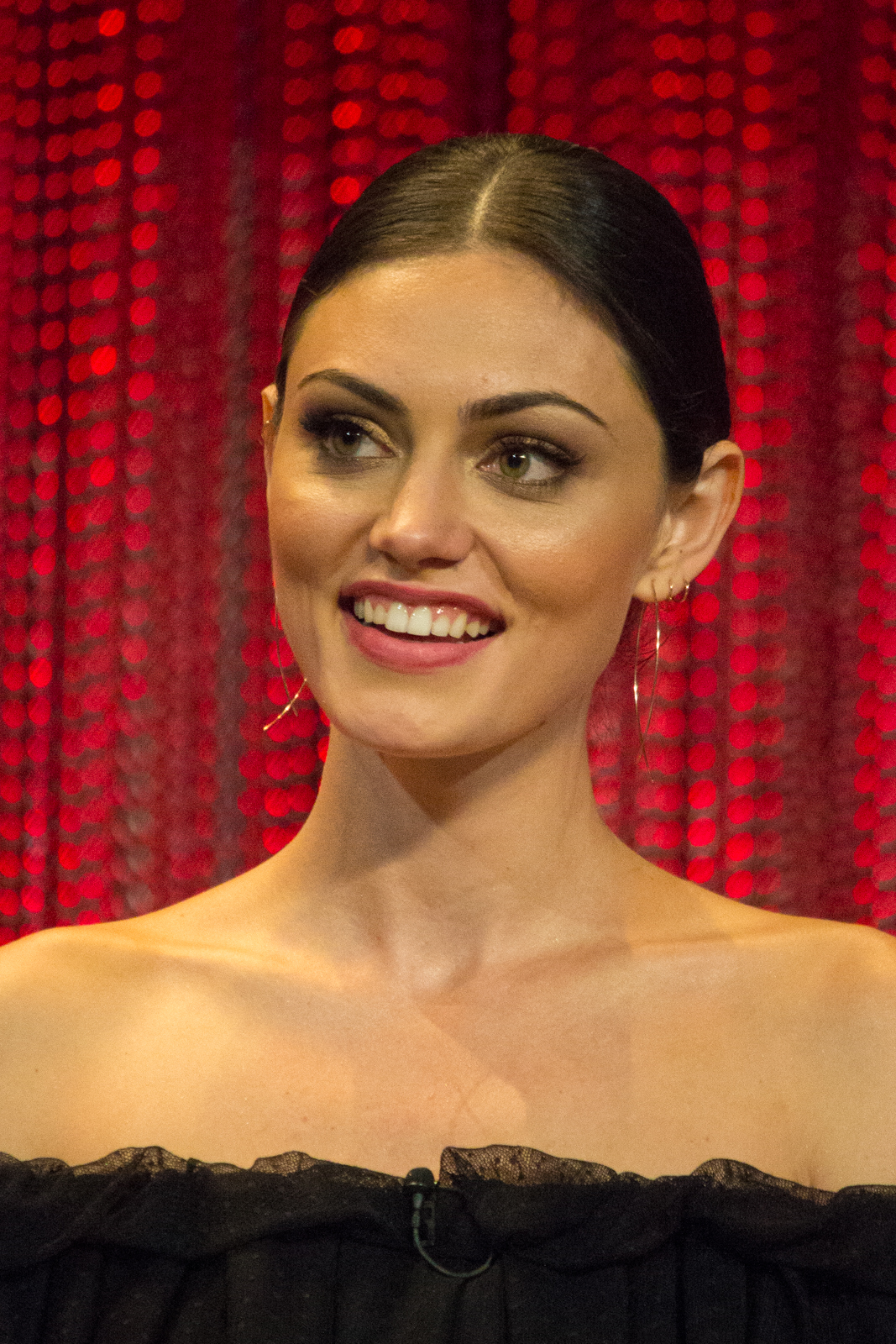
Phoebe Tonkin interprète Faye Chamberlain.
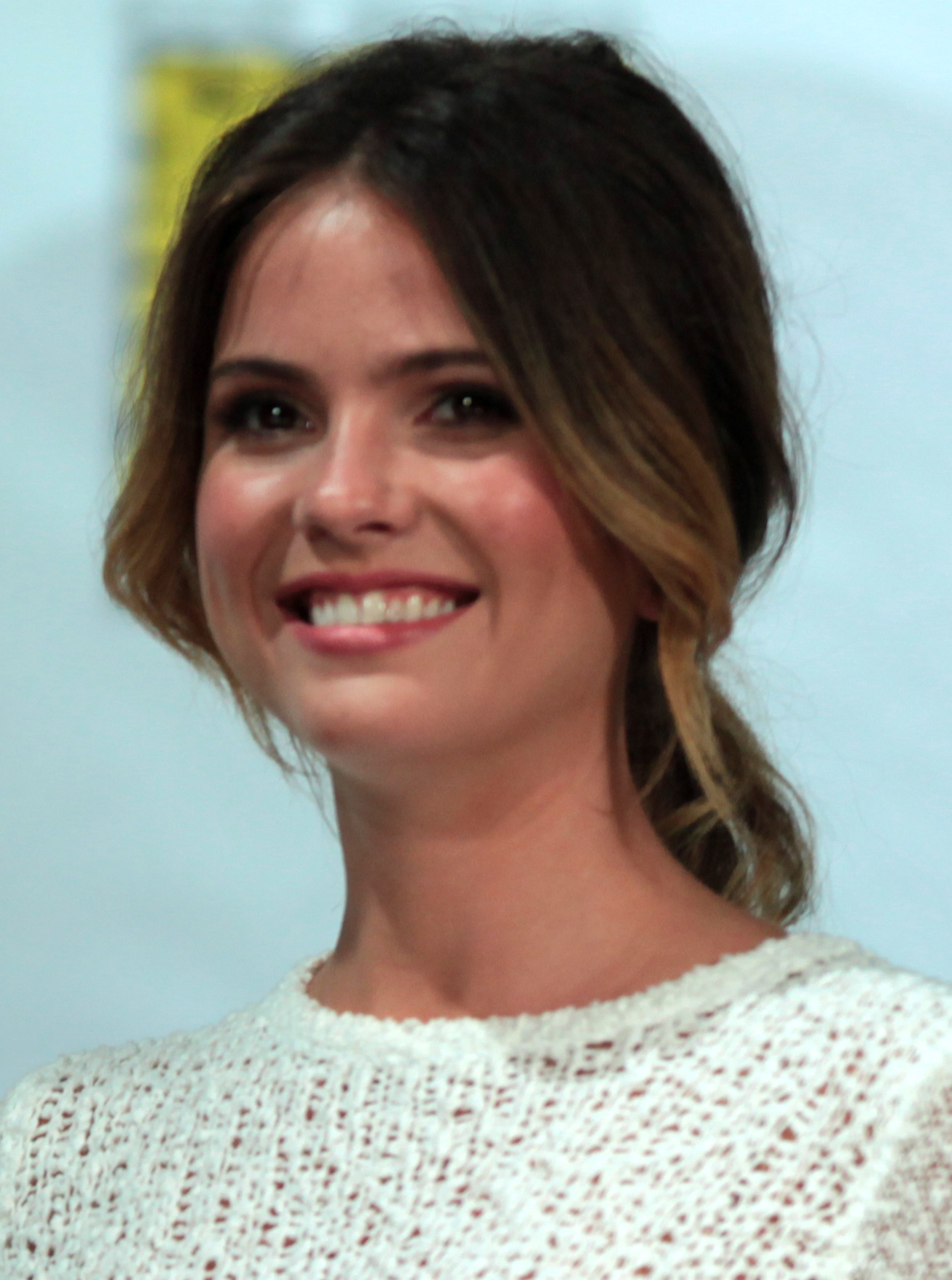
Shelley Hennig interprète Diana Meade.
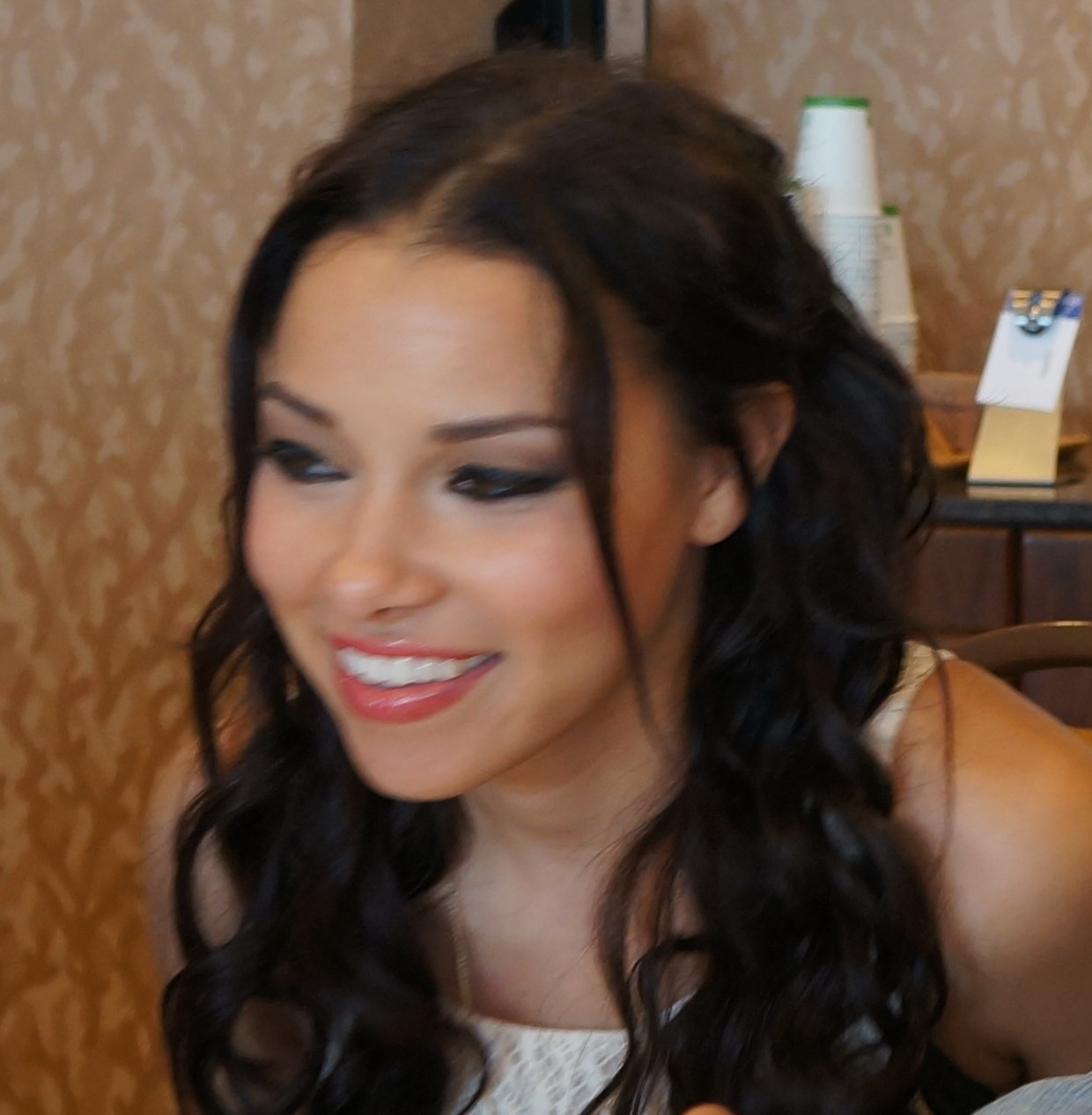
Jessica Parker Kennedy interprète Melissa Glaser.
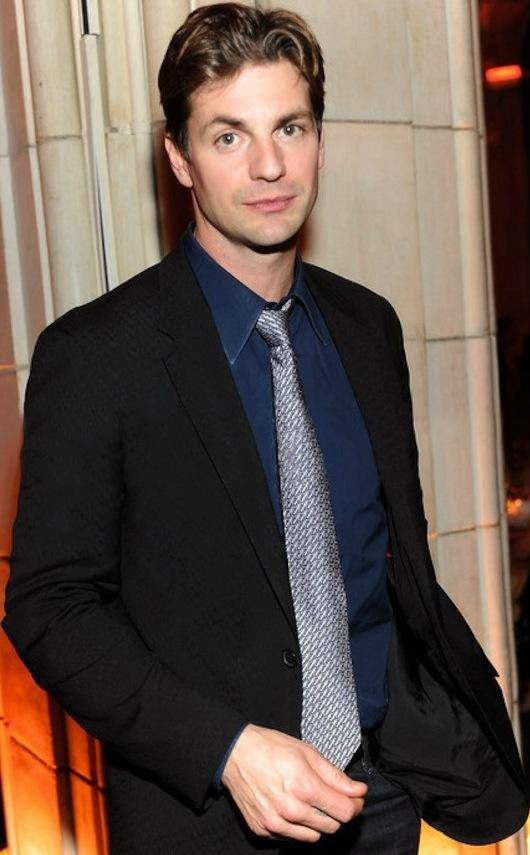
Gale Harold interprète Charles Meade.
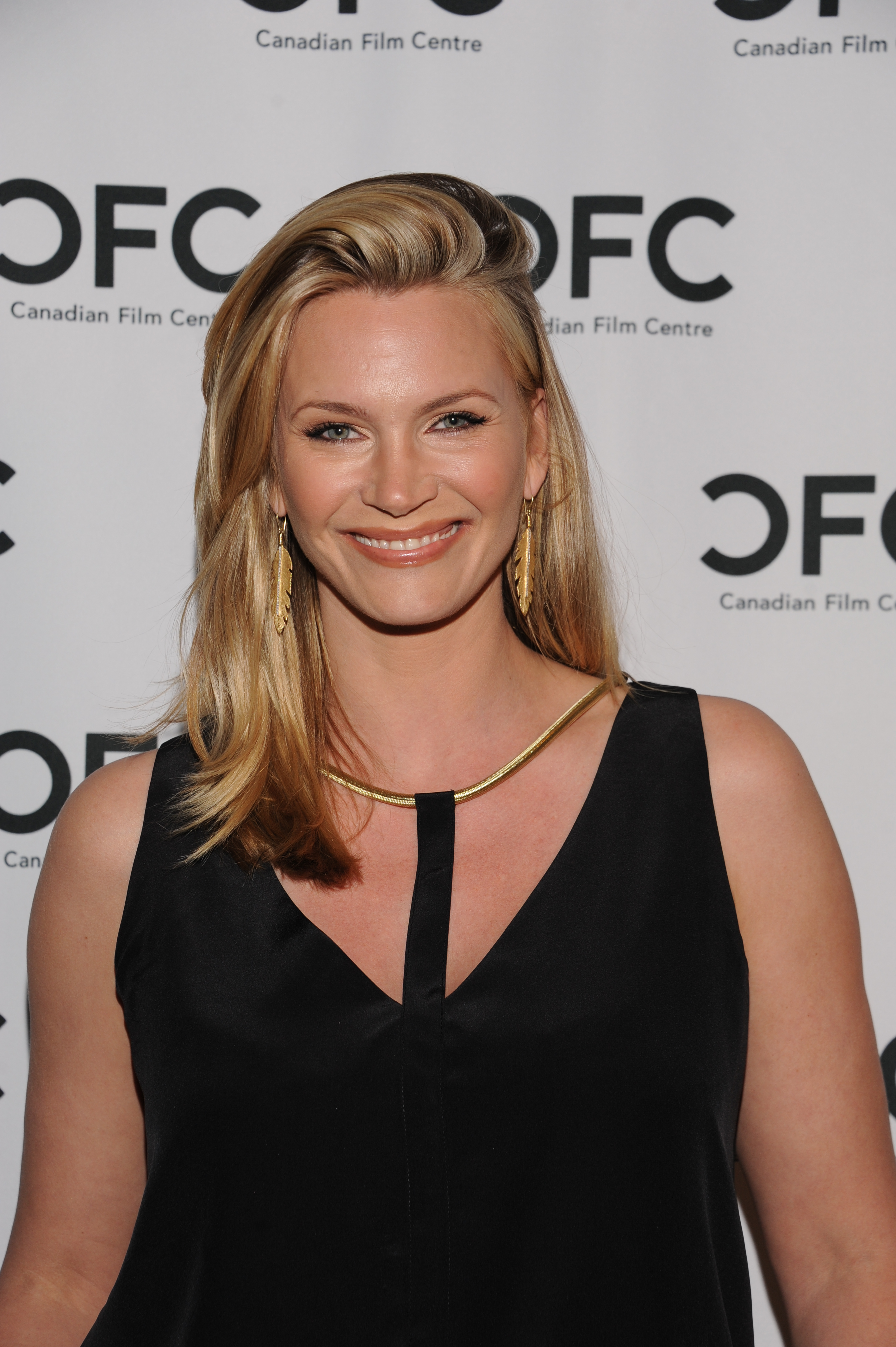
Natasha Henstridge interprète Dawn Chamberlain.
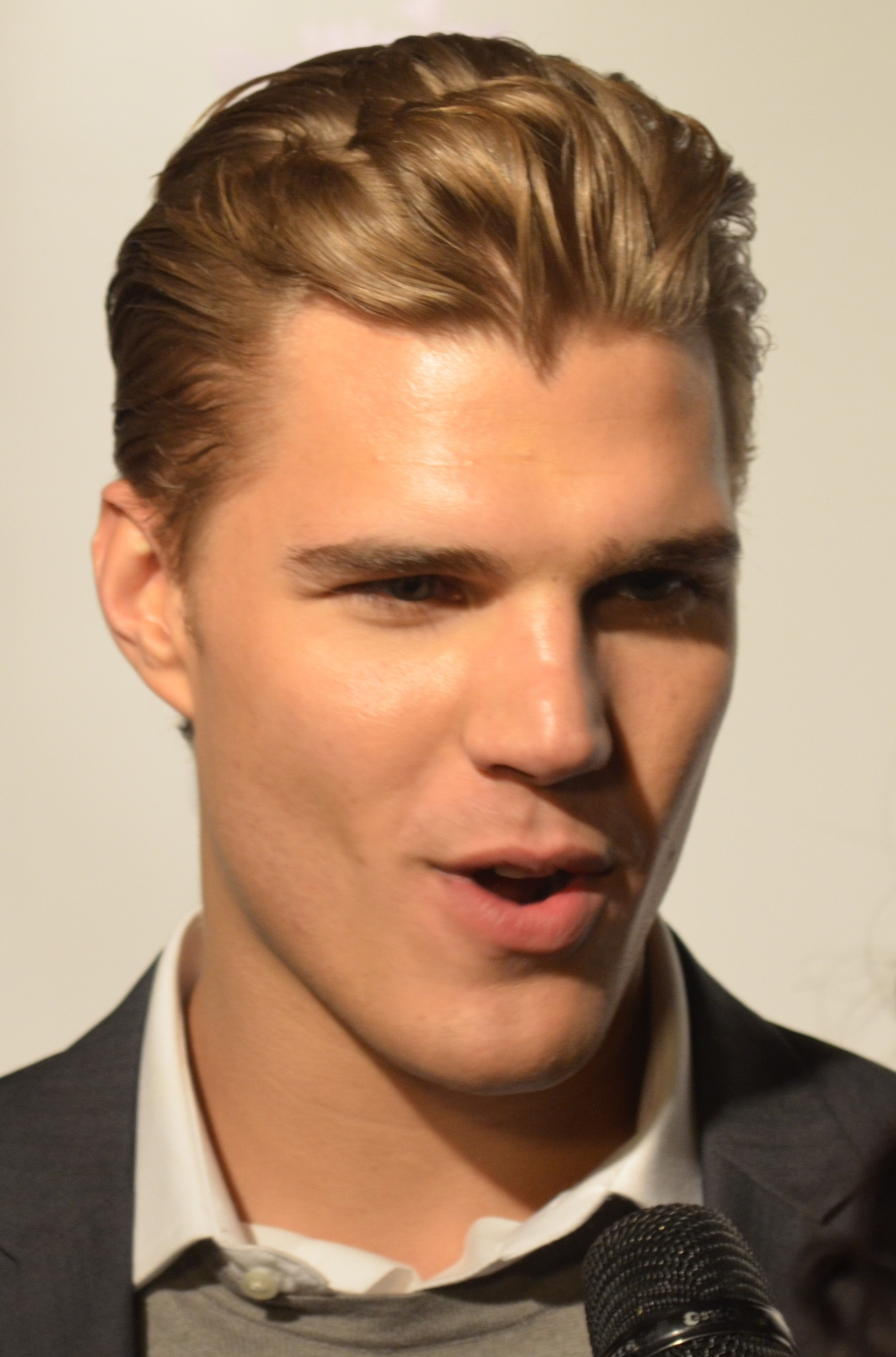
Chris Zylka interprète Jake Armstrong.

### Acteurs récurrents
- Stepfanie Kramer (V.F. : Annie Balestra): Kate Meade, la grand-mère de Diana
- Adam Harrington (en) (V. F. : Frédéric Popovic) : Ethan Conant
- Grey Damon (V. F. : Franck Monsigny) : Lee LaBeque[5]
- Sammi Rotibi (V. F. : Mohamed Sanou) : Eben[6]
- Joe Lando (V. F. : Maurice Decoster) : John Blackwell[7]
- J. R. Bourne (V. F. : Pierre Tessier) : Isaac
- Tom Butler (V. F. : Philippe Catoire) : Henry Chamberlain
- Tim Phillipps (V. F. : Cédric Barbereau) : Grant
- Michael Graziadei (V. F. : Taric Mehani) : Callum[6] (épisodes 12, 13, 15 et 19)

### Invités
- Emily Holmes (V. F. : Ivana Coppola) : Amelia Blake (épisode 1)
- Andrea Brooks (V. F. : Noémie Orphelin) : Amelia Blake jeune (épisode 21)
- Zachary Burr Abel (V. F. : Sébastien Desjours) : Luke[8] (épisodes 3 et 7)
- Arlen Escarpeta : Holden Glaser, cousin de Melissa[9] (épisode 9)
- Lauren Stamile (V. F. : Claire Guyot) : Lucy Gibbons[10] (épisode 13)
- Logan Browning (VF : Geneviève Doang) : Sally Matthews (2 épisodes)
- Alexia Fast (V. F. : Marie Tirmont) : Eva (épisodes 15, 16 et 17)
- John de Lancie : Royce Armstrong, grand-père de Jake
- Elise Gatien : Elizabeth Meade, mère de Diana
- Richard Harmon : Ian
Version française
Société de doublage : Dubbing Brothers[11]
Direction artistique : Marie-Christine Chevalier[11]
Adaptation des dialogues : Félicie Seurin[11]

Source V. F. : Doublage Séries Database

## Production

### Développement
- Le 20 octobre 2010, L. J. Smith a annoncé qu'une de ses séries de romans a été présélectionnée pour être adaptée en série télévisée par The CW[12].
- Le 8 février 2011, The CW révèle avoir choisi The Secret Circle, avec le cocréateur de Dawson et Vampire Diaries, Kevin Williamson. Cependant, Kevin Williamson a révélé que la série Vampire Diaries qu'il dirigeait serait mise en attente afin de se concentrer sur le pilote de The Secret Circle[13]. Il a travaillé sur un script original dessiné par Andrew Miller, créateur de la série Imaginary Bitches.
Puis, le 16 février 2011, la chaîne demande à Liz Friedlander (qui a déjà dirigé des épisodes de Vampire Diaries, Pretty Little Liars, 90210 Beverly Hills : Nouvelle Génération et Les Frères Scott) de diriger le pilote.
- Le 12 octobre 2011, The CW a commandé une saison complète de 22 épisodes[14].
- Le 11 mai 2012, la série a été annulée par manque d'audience[15]. De plus le coût élevé des effets spéciaux, et des lieux de tournage ont été cités comme des raisons de l'annulation[16].

### Casting
Les rôles ont été attribués dans cet ordre : Brittany Robertson, Thomas Dekker, Phoebe Tonkin, Shelley Hennig et Jessica Parker Kennedy, Natasha Henstridge et Louis Hunter, Gale Harold et Ashley Crow.
En août 2011, l'acteur Chris Zylka a obtenu un rôle dans la série.

### Tournage
Les événements de la série sont tournés à Cleveland Dam, à Capilano River Regional Park, à North Vancouver, en Colombie-Britannique, au Canada.

## Épisodes
Le 13 octobre 2011, la chaîne a commandé une saison complète en ajoutant 9 épisodes supplémentaires formant ainsi une saison de 22 épisodes.
1. Secret de famille (Pilot)
2. La pièce manquante (Bound)
3. L'union fait la force (Loner)
4. Les démons du passé (Heather)
5. Le diable au corps (Slither)
6. La marque des sorcières (Wake)
7. Le mal à la racine (Masked)
8. La maison du lac (Beneath)
9. La lignée des Blackwell (Balcoin)
10. Maître de soi (Darkness)
11. De feu et de glace (Fire/Ice)
12. Le passé recomposé (Witness)
13. Le médaillon secret (Medallion)
14. Au bord du danger (Valentine)
15. Le revenant (Return)
16. L'ombre du traître (Lucky)
17. La malédiction des amants (Curse)
18. Le sacrifice des démons (Sacrifice)
19. Le pouvoir des cristaux (Crystals)
20. Traître (Traitor)
21. Le sixième cristal (Prom)
22. Le dernier sortilège (Family)

## Univers de la série

### Les personnages

#### Personnages principaux
Cassie Blake (Brittany Robertson)
C'est la fille d'Amelia Blake et la petite fille de Jane Blake . Son père John Blackwell, que tout le monde croit mort à sa naissance dans l'incendie d'un bateau qui a également coûté la vie des parents de chacun de ses amis sauf à Ethan, le père de Adam ; Dawn, la mère de Faye et Charles, le père de Diana cependant, Jake et Nick Armstrong ont perdu leurs deux parents. Cassie et sa mère étaient très proches avant que cette dernière ne décède dans l'incendie de leur maison déclenché par Charles . Elle déménage alors vers la ville d'origine de sa famille, Chance Harbor, pour vivre chez sa grand-mère. Elle est aussitôt repérée par un groupe de cinq personnes.
Elle apprendra par la suite de ces mêmes personnes qu'elle est une sorcière et qu'à eux six, ils forment un cercle. Ce qui les rend plus fort mais ils peuvent utiliser leurs pouvoirs seulement s'ils sont au minimum deux après avoir formé ce cercle.
Cassie trouve par la suite le livre des Ombres de sa mère, qu'une sorcière de son époque, lui a légué et cherche à savoir ce qui est arrivé aux parents des membres du cercle 16 ans plus tôt. Cassie peut utiliser ses pouvoirs en dehors du cercle car elle possède de la magie noire qu'elle a hérité de son père. Elle tombe amoureuse d'Adam, mais préfère le cacher, car elle veut rester amie avec Diana.
Adam Conant (Thomas Dekker)
Adam est le fils d'Ethan Conant, gérant d'un bar, où lui-même travaille. Il était le petit ami de Diana, et a perdu sa mère dans le même accident que les autres. Adam devient très vite proche de Cassie, d’autant plus que le père d'Adam est certain que sa famille et celle de Cassie sont liées dans les étoiles (Adam et Cassie doivent être ensemble). Il apparaît comme un garçon gentil, serviable et courageux.
Faye Chamberlain (Phoebe Tonkin)
Faye est la fille de Dawn Chamberlain, la directrice du lycée de Chance Harbor. Elle n'a pas connu son père, mort dans l'accident qui a tué les parents de ses camarades. Faye est une élève peu studieuse, assez rebelle, colérique et égoïste. Elle adore ses pouvoirs et veut en abuser comme bon lui semble. Sa meilleure amie est Melissa.
Diana Meade (Shelley Hennig)
Diana est la fille adoptive de Charles Meade, (dont le géniteur est John Blackwell). Elle était également la petite amie d'Adam Conant. Elle apparaît comme une jeune fille modèle, sympathique, et très sérieuse qui peut également être autoritaire. Elle est la première à trouver le livre des Ombres de sa mère, décédée quand elle était bébé. Diana a donc fondé le cercle et en est devenue en quelque sorte la chef.
Elle est aussi jalouse de la relation entre Adam et Cassie.
Melissa Glaser (Jessica Parker Kennedy)
Melissa est la petite amie de Nick Armstrong jusqu'à ce qu'il meurt à cause d'un démon, Mélissa aura du mal a surmonter la tristesse que ce dernier lui inflige en mourant. Elle est la meilleure amie de Faye Chamberlain. Ses parents ne sont pas connus mais on sait que sa mère est morte dans l’incendie avec les autres membres de l'ancien cercle et qu'elle a encore son père.
Jake Armstrong (Chris Zylka)
Jake est le frère ainé de Nick, il revient en ville à la mort de son frère en étant le 6e membre du cercle. Il a perdu ses parents à cause de la magie, il veut donc se venger et veut tuer tous les sorciers avec l'aide des chasseurs. Jake est l'ex petit-ami de Faye, mais cette dernière l'aime encore. Au fur et à mesure il va se rendre compte que Cassie compte pour lui, allant jusqu'à la sauver des chasseurs de sorciers pour ensuite disparaître. Il réapparait et arrête de travailler pour les chasseurs de sorciers et finit par aider le cercle.
Jane Blake (Ashley Crow)
Jane est la grand-mère de Cassie et la mère d’Amelia. C'est une sorcière et elle fait partie des aînés (ceux qui avaient enlevé les pouvoirs à la génération de Charles, Dawn, Amelia, Ethan et John).
À partir de l'épisode 8, elle a des troubles de mémoires dus au sort infligé par le père de Diana, Charles. Elle finit par mourir tuée accidentellement par Charles Meade.
Charles Meade (Gale Harold)
Charles est le père adoptif (ou tuteur légal) de Diana Meade, il cherche à retrouver ses pouvoirs tout comme Dawn Chamberlain, que les aînés leur ont enlevé des années auparavant. Il se suicide et meurt noyé en étant sous l’emprise des démons.
Dawn Chamberlain (Natasha Henstridge)
Dawn est la mère de Faye, elle est aussi la proviseur du lycée de Chance Harbor. C'est une femme avide de pouvoirs et extrêmement rusée tout comme sa fille. Elle et Charles essaient de récupérer leurs pouvoirs qui leur avaient été enlevés des années avant.

#### Personnages récurrents
Amelia Blake (Emily Holmes) (Elle n’est présente que physiquement dans l’épisode 1, puis vers la fin de la saison, dans des flashbacks)
Amelia est la mère de Cassie. Elle a été tuée dans un incendie qui s'est déclaré dans sa cuisine. C'est Charles Meade qui a déclenché l'incendie avec la complicité de Dawn Chamberlain pour faire revenir Cassie à Chance Harbor et former le cercle.
Nick Armstrong (Louis Hunter]
Nick est le voisin de Cassie et il est lui aussi un sorcier. Ses deux parents sont morts et il vit avec sa tante. C'est Charles qui le tue car Nick était sous l'emprise de démons. Il réapparaît à partir de l'épisode 20, mais meurt de nouveau, tué par Melissa pour sauver Jake.
Kate Meade (Stepfanie Kramer)
C'est la grand-mère adoptive de Diana. Elle l'aide à chaque fois que Diana à besoin d'elle. Dans le dernier épisode elle donne ses pouvoirs à Charles et Dawn pour qu'ils puissent sauver le cercle.
Ethan Conant (Adam Harrington)
Ethan est le père d’Adam et le dirigeant d'un bar qui se nomme "Boathouse". Ethan est un homme qui consomme beaucoup d’alcool et dit parfois des choses insensées. Il n'est pas vraiment aimé par Charles et Dawn. Il se lamente sur son sort en disant tout le temps qu'il aurait dû vivre sa vie avec Amelia Blake car c'est écrit dans les étoiles, et répète aussi à son fils que lui et Cassie sont faits pour être ensemble.
John Blackwell (Joe Lando)
C'est le père de Cassie Blake . Tout le monde croit qu'il a été tué dans l'incendie mais on ne sait pas grand chose sur lui. Il est le descendant d'une des plus grandes familles pratiquant la magie noire. Il revient en cachant ses mauvaises intentions à sa fille et au cercle. Il veut tuer Faye, Jake, Adam et Mélissa pour former un cercle constitué uniquement d'enfant Blackwell (À savoir Cassie et Diana). Il meurt, tué par Cassie et Diana.

## Audiences

### Aux États-Unis
L'audience moyenne de la saison est de 1,80 million de téléspectateurs.
Le record d'audience est détenu par l'épisode pilote, qui avait rassemblé 3,05 millions de téléspectateurs lors de sa diffusion.
L'épisode 19 (Crystal) de la première saison a enregistré le pire score de la série, avec 1,14 million de téléspectateurs.